# Gonzalo Fernández (Politiker)

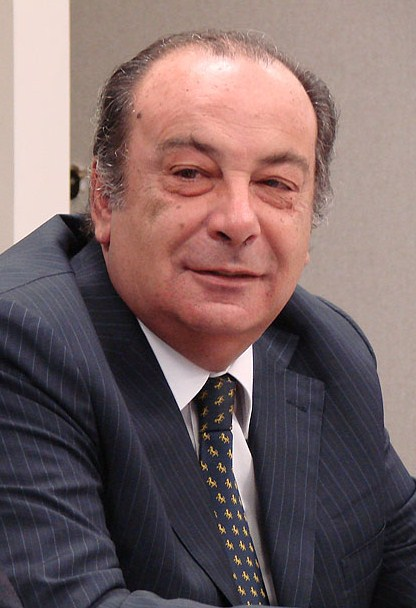
Gonzalo Fernández

Gonzalo Daniel Fernández Domínguez (* 21. März 1952 in Montevideo) ist ein uruguayischer Jurist und Politiker.

## Leben
Fernández, Mitglied in der Partido Socialista del Uruguay, hatte in der 43. und 44. Legislaturperiode für die Frente Amplio erstmals ab dem 6. Oktober 1994 und mit diversen Unterbrechungen ein Mandat als stellvertretender Senator in der Cámara de Senadores inne. In der 45. Legislaturperiode nahm er dieselbe Funktion erneut mit Unterbrechungen für das Bündnis Partido Encuentro Progesista/Frente Amplio wahr.
Fernández gehörte dem Kabinett von Tabaré Vázquez in der Frente Amplio-Regierungskoalition an und übte dort verschiedene Funktionen aus. Zunächst war er als rechte Hand Vázquez’ als dessen sogenannter Secretario de Presidencia vom 1. März 2005 bis zum 3. März 2008 tätig. Danach hatte er das Amt des Außenministers von Uruguay. im Zeitraum 3. März 2008 bis 31. August 2009 inne. Am selben Tag übernahm er dann von José Bayardi die Leitung des Verteidigungsministeriums. Mit Antritt der neuen Regierung unter José Mujica am 1. März 2010 wurde er durch Luis Rosadilla ersetzt.
Am 18. Dezember 2011 kam der zu diesem Zeitpunkt 21-jährige Sohn Fernández’, Gonzalo Matías Fernández, bei einem Verkehrsunfall im montevideanischen Barrio Carrasco ums Leben.